# Cartoon Network Lengyelország
A Cartoon Network Lengyelország (lengyelül: Cartoon Network Polska) a Cartoon Network rajzfilmadó lengyel nyelvű adásváltozata. Külön változatként 2007. március 1-jén indult meg a sugárzása, de már 1993. szeptember 17-től elérhető Lengyelországban a csatorna. Mióta 2007-ben különvált a kelet-közép-európai változattól, a bemutatók néha korábban vannak ezen a változaton és egyre inkább eltér a két változat műsora. 2013. január 1-jétől a lengyel reklámidőt az Atmedia értékesíti.
2021. január 1-jén a Cartoon Network Poland megkezdte a sugárzást az RRTV cseh licencével. A következő évben, 2023-ban a Cartoon Network klasszikusait sugározzák Lengyelország. 2024. szeptember 18-án a Cartoon Network Lengyelország egyesült a CEE és az RSEE hírcsatornával.

## Története
A Cartoon Network Afrika továbbítása 1993. szeptember 17-én kezdődött meg Lengyelországban. 1998-ban a CN Európából kivált Lengyelország, Magyarország és Románia adása. Abban az évben október elsején magyar idő szerint délben (Romániában 13 órakor) ugyanis e három ország külön adást kapott.
2007. március 1-jén indult ez a változat, amely már teljes egészében (a kiírások, feliratok tekintetében is) lengyel. 2009 novemberétől 24 órában sugároz. 2015 novemberében indul a nagy felbontású sugárzás.

## Műsorok
Nagyrészt azokat a műsorokat sugározza, mint a magyar Cartoon Network, de ettől eltérően sugároz még a Cartoon Network Németország által készített műsorokat is, mint a Cartoon Network Dance Club (társprodukció a lengyel CN-nel) és a Cartoon Network Checker.

## Premierek
A dőltek élőszereplősek.
| ÉV        | BEMUTATÓK |
| --------- | --- |
| 1993      | Bolondos dallamok; Valley of the Dinosaurs; Maci Laci; Süsü keselyűk; Jonny Quest; Popeye; A Jetson család; Rózsaszín párduc |
| 1993-1998 | A Maszk; Droopy és Dripple; Az igazi szellemirtók; Scooby-Doo és a 13 szellem; Frédi és Béni, avagy a két kőkorszaki szaki; A Scooby-Doo-show; Scooby-Doo, merre vagy?; Tom és Jerry; Droopy, a mesterdetektív; Dini, a kis dinoszaurusz; Turpi úrfi; Flúgos futam; Tom és Jerry gyerekshow; Bolygó Kapitány új műsora; Richie Rich; Az Addams család; Beetlejuice; Johnny Bravo; Boci és Pipi; Dexter laboratóriuma; Micsoda rajzfilm!; Vagány Johnny; Két buta kutya; Blinky Bill kalandjai; Thomas, a gőzmozdony és továbbiak |
| 1999      | Animánia; Én vagyok Menyus; Pindur pandúrok; Heathcliff és Dingbat; Ed, Edd és Eddy; Dumb és Dumber; Flying Rhino Junior High; The Tidings |
| 2000      | Scooby-Doo és Scrappy-Doo; Kipper; A Tex Avery Show; Bátor, a gyáva kutya; Piri, Biri és Bori; Mona, a vámpír |
| 2001      | Fred és Barney új műsora; Hong Kong Phooey; Bárány a nagyvárosban; A Görcs ikrek; X-Men: Evolúció; Batman of the Future |
| 2002      | Caveman kapitány és a tini angyalok; Dili Dolly kalandjai; Scooby-Doo, a kölyökkutya; Időcsapat; Zord és Gonosz; Szamuráj Jack; Billy és Mandy kalandjai a kaszással; Gonosz Con Carne; Zűr az űrben; Cubix; Az igazság ligája |
| 2003      | Mizújs, Scooby-Doo?; Jelszó: Kölök nem dedós; Ozzy és Drix; Chris Colorado; Csillagok háborúja: Klónok háborúja |
| 2004      | Mucha Lucha; Lovag és az univerzum védelmezői; Szuperdod kalandjai; A párbaj mesterei; Transformers: Energon |
| 2005      | Tini titánok; Megas XLR; Fosterék háza képzeletbeli barátoknak; Űrkedvencek; Hi Hi Puffy AmiYumi; Atom Betty; Transformers: Cybertron; B-Daman; László tábor; Juniper Lee |
| 2006      | Saolin leszámolás; Robotboy; Az igazság ligája: határok nélkül; Bernard; Ben 10; Az osztálytársam egy majom |
| 2007      | Shaun, a bárány; Johnny Test; Mókus fiú; Bozont és Scooby-Doo; A csodálatos Adrenalini fivérek; Fantasztikus Négyes; 3000 osztálya; Viharsólymok; Kém a családban |
| 2008      | George a dzsungelben; Chowder; Skunk Fu – Balhé a völgyben; Chop Socky Chooks; Totál Dráma Sziget; Aktuális csízió; Mit rejt Jimmy koponyája?; Sarah Jane kalandjai |
| 2009      | Bakugan; Star Wars: A klónok háborúja; Nyomi szerencsétlen utazásai; Ben 10 és az idegen erők; Szombaték titkos világa; Casper az Ijesztő Iskolában; Totál Dráma Akció; Kedvenc Ed; Kémsuli; Staraoke |
| 2010      | Batman: A bátor és a vakmerő; Bakugan: Új Vestroia; Hero 108; Totál Dráma Világturné; Angelo rulez; Cartoon Network Dance Club |
| 2011      | Generátor Rex; Ben 10: Ultimate Alien; Bakugan: Gundáliai megszállók; Lego: Hero Factory; Kalandra fel!; Scooby Doo: Rejtélyek nyomában; Beyblade: Metal Fusion; Szimbionikus titán; Gumball csodálatos világa; Parkműsor; Ben 10: A legnagyobb kihívás; A Garfield-show; Transformers: Prime |
| 2012      | Újabb bolondos dallamok; Bakugan: Mechtanium kitörés; Redakai; Cartoon Network Checker; Totál Dráma: A sziget fellázad; Villámmacskák; Inazuma Eleven; Gémerek; Az igazság ifjú ligája; Beyblade: Metal Masters; Ben 10: Omniverzum; Zöld Lámpás |
| 2013      | Sárkányok; Cartoon Network Fociakadémia, Gormiti: Nature Unleashed |